# Dimarella (Dimarella) bolivarensis
Dimarella (Dimarella) bolivarensis is een insect uit de familie van de mierenleeuwen (Myrmeleontidae), die tot de orde netvleugeligen (Neuroptera) behoort. 
Dimarella (Dimarella) bolivarensis is voor het eerst wetenschappelijk beschreven door Stange in Miller & Stange in 1989.